# بمبور
بمبور (بالفارسية: بمپور) هي إحدى مدن محافظة سيستان وبلوشستان ومركز مدينة بمبور في إيران. يقدر عدد سكانها بـ 9,073 نسمة .